# Estadio Municipal de El Alto
El Estadio Municipal de El Alto (también llamado Estadio de Villa Ingenio) es un estadio boliviano ubicado en la ciudad de El Alto, en la provincia de Murillo del departamento de La Paz. Se encuentra situado a una altitud de 4095 m s. n. m., en la zona de Villa Ingenio, por lo que su altura le convierte en el estadio más alto del país al haber superado al Estadio Víctor Agustín Ugarte de la ciudad de Potosí, ubicado a una altitud de 3895 m s. n. m.
El estadio comenzó a construirse el año 2013 y fue finalizado después de 4 años, en 2017. El costo total de la infraestructura fue de 8 millones de dólares (55 millones de pesos bolivianos).
El estadio fue inaugurado el 16 de julio de 2017 por el, entonces presidente de Bolivia, Evo Morales Ayma, con un partido entre Bolívar y The Strongest (clásico paceño).
Recibió la apertura oficial el 26 de enero de 2019, con la presentación del equipo de Always Ready en el profesionalismo, enfrentándose al club Jorge Wilstermann.
En la actualidad, el estadio es la sede del equipo de fútbol de primera división Always Ready, así como también del equipo Club ABB y la selección de fútbol de Bolivia. Los tres equipos juegan en el estadio como locales.

## Historia

### Inicio de obras
El 10 de abril de 2013,  el Gobierno de Bolivia anunció la construcción de un estadio deportivo, con capacidad para 22 mil personas. El acto fue realizado en el Coliseo Polideportivo de El Alto (actualmente Polideportivo «Héroes de Octubre»), entregada por el entonces Presidente del Estado, Evo Morales al alcalde de Ciudad de El Alto, Edgar Patana del Movimiento al Socialismo.

### Construcción
A mediados del mes de noviembre de 2015, se había inspeccionado el área de construcción del estadio que estaban en la fase de trabajos en el armado de graderías y estructura de la cubierta, así como el vaciado de pisos y revoque de muros en interiores. El avance de las obras fueron de un 65%, estaban calculando en que la fecha de la conclusión de las obras se efectuaría en seis meses (en otras palabras el mes de mayo de 2016).
El 18 de julio de 2016, se había efectuado una inspección de la construcción del estadio de fútbol. Dicha inspección fue realizada por la concejal de la ciudad, Wilma Alanoca, del partido político MAS-IPSP. Se constato de un avance del 80% en la estructura del estadio. La obra fue financiado por el programa de obras sociales «Bolivia Cambia - Evo Cumple», y con fecha de entrega para octubre del mismo año. La constructora Estructec SRL fue responsable de la edificación del recinto deportivo, bajo la dirección del Ingeniero Civil y especialista Estructural Hiber Veizaga, que en un principio se consideraba implementar césped natural, y una capacidad para 22000, a pesar de que la concejal Alanoca indicó que su capacidad sería para 25000 espectadores.
La obra consistía en la cancha de césped natural, con innovador sistema de drenaje, con seis capas de arena especial para un flujo de agua de manera interna. Se resalta las graderías de hormigón armado, especificado para la capacidad permitida de 25 mil espectadores, además de cuatro camerinos con baños y gimnasio. Además, se edificaron instalaciones destinados para boxeo, karate, tenis de mesa y ajedrez, cuartos para prensa (radio y televisión).
El 20 de noviembre de 2016, el Gobierno Nacional realizó una nueva inspección del escenario deportivo, con un avance del 65% de acuerdo a la información proporcionado del extinto Ministerio de Comunicación. El entonces presidente de Bolivia, Evo Morales estaba entusiasmado en inaugurar lo más pronto posible, y que se dispute el 'Clásico Paceño' en el Estadio del Norte (el nombre tentativo del estadio).
En el mes de marzo de 2017, el concejal de la ciudad de El Alto, Juan Angulo inspecciono el estadio, asegurando que las obras alcanzaron el 100% de las obras en el escenario deportivo.

### Inauguración
El 16 de julio de 2017, en marco de las celebraciones de los 208 años del Grito Libertario de la ciudad de La Paz, se desarrolló la entrega e inauguración del «Estadio del Norte», con la presencia de las autoridades vecinales de ciudad de El Alto, autoridades regionales, organizaciones sociales que apoyaron al gobierno en turno, y el presidente del Estado, Evo Morales.
El acto inicio con el Himno del Estado Plurinacional, interpretado por la Banda de la Escuela Militar de Viacha. Seguidamente, las palabras de uno de los dirigente de FEJUVE. Más adelante, la entonación del Himno a la ciudad de El Alto, la poesía de los niños, un espacio musical, y finalmente las palabras de inauguración del Presidente de Bolivia  y su posterior «patada inicial». 
El acto más importante se realizó más tarde, con el Clásico Paceño, con los equipos titulares de Bolívar y The Strongest, con la victoria por tres goles contra dos a favor del decano del fútbol boliviano el Club The Strongest. El ingreso del publicó fue resaltado desde la positiva recepción en el escenario deportivo, el juego de los equipos paceños, así como la negligencia de las autoridades por la falta de obras en los accesos y vías de circulación de la zona.

### Cambio de administración
El 2 de marzo de 2018, el funcionario de la Dirección de Deportes de la Ciudad de El Alto, Javier Alba anunció que el 14 de marzo de 2018 el Estadio de Villa Ingenio pasaría a responsabilidad del Gobierno Autónomo Municipal de El Alto, adelantando de que el Club Always Ready ocuparía dichas instalaciones para sus campañas de fútbol de la Asociación de fútbol de La Paz.

### Estadio homologado
Para la gestión 2019, se hicieron los trabajos para acondicionar el escenario deportivo, para su pronta inspeccion por parte de funcionarios de la Federación Boliviana de Fútbol.  Always Ready que ganó la Copa Simón Bolívar 2018 jugando en Villa Ingenio, con alta asistencia del público, hizo sus trámites para homologar el campo deportivo junto con las juntas vecinas y la Alcaldía de El Alto. La inspección fue realizado con resultado positivo, con la homolagación del estadio para partidos oficiales de la División Profesional del fútbol boliviano, expresado por el director de competiciones de la Federación Boliviana de Fútbol, Adrián Monje.

### Homologación de Conmebol
El Gobierno Municipal de la ciudad de El Alto y el Club Always Ready apostarón por la aprobación del estadio de Villa Ingenio, para eso se realizó una inspección realizado por la comisión de la Confederación Sudamericana de Fútbol (Conmebol). Dicha inspección consistía en la revisión de la infraestructura, la medición de las luminarias de las torres de lúmenes, finalizando con la inspección del césped implementado.
El 2 de febrero de 2024, la Conmebol aprobó el Coloso de Villa Ingenio para partidos internacionales de torneos Conmebol, con miras al partido internacional entre Always Ready y Sporting Cristal. Dicha homolagación fue aplaudida por el presidente de Always Ready, Andrés Costa, considerando como «un día histórico para la ciudad de El Alto».

## Reforma

### 2023-2024
El Gobierno de la ciudad de El Alto inició con las reformas del estadio, con la instalación de la pantalla gigante, sonido, y luminarias LED, con una inversión de 12,8 millones de bolivianos (1,8 millones de dólares estadounidenses).

## Conciertos
Se registraron eventos de serenatas en marco al aniversario de la fundación de El Alto como ciudad, con dos serenatas el año 2023.
- Álex Campos, desarrollado el 4 de marzo de 2023, organizado por las comunidades cristianas de la Ciudad de El Alto.[22][23]

## Ubicación y acceso
El Estadio de Villa Ingenio está ubicado por la calle Magdalena Rocha al este y avenida Alto de la Alianza al sur, en el barrio Villa Ingenio, al norte de la ciudad de El Alto. Se puede acceder al estadio en transporte público a través de los colectivos vagonetas (conocidos como trufis) del Sindicato de Autotransporte «Señor de Lagunas», con salidas desde el puente de Río Seco (Avenida Juan Pablo II).  Para llegar a Río Seco desde la ciudad  de La Paz, primero se debe tomar las líneas naranja y roja del sistema de transporte urbano Mi Teleférico, y tomar la línea azul que llega hasta la última estación, Río Seco.
También se puede tomar por los autobuses (conocidos como micros) de la 'Línea 511', con salidas desde el distribuidor vehicular, en la zona comercial de La Ceja. Finalmente se circulan los minibuses de las líneas «683» y «610», con salidas desde plaza Ballivián.

## Altitud
La alcaldesa de la ciudad de El Alto, Eva Copa, en una entrevista con Claudia Benavente, directora del periódico boliviano La Razón, aseguró que no hay excusas que valgan para que no se juegue el fútbol en estadios de altura como el estadio de Villa Ingenio, añadiendo que: «Maradona vino acá a jugar, no somos solo nosotros. Hay un estadio en Perú que tiene bastante altura», haciendo referencia al Estadio Daniel Alcides Carrión de Cerro de Pasco, Perú, con una altura de 4338 m s. n. m. 